# Danh sách phim và chương trình tạp kỹ của Girls' Generation
Girls' Generation (Hangul: 소녀 시대; Tiếng Nhật: 少女時代, cũng được biết đến với tên SNSD hay So Nyeo Shi Dae) là một nhóm nhạc nữ Hàn Quốc được thành lập bởi công ty giải trí SM Entertainment vào năm 2007. Nhóm ban đầu gồm chín thành viên là Taeyeon, Jessica, Sunny, Tiffany, Hyoyeon, Yuri, Sooyoung, Yoona và Seohyun. Hiện tại nhóm hoạt động với 8 thành viên, mặc dù 3 thành viên đã rời SM entertainment. Bên cạnh các hoạt động liên quan đến âm nhạc, nhóm còn tham gia đóng phim và các chương trình tạp kỹ khác.

## Điện ảnh
| Năm  | Tên                                      | Vai          | Thành viên                | Chú thích               |
| ---- | ---------------------------------------- | ------------ | ------------------------- | ----------------------- |
| 2007 | Attack on the Pin-Up Boys                | Ballerina    | Yuri                      | Vai khách mời           |
| 2008 | Hello, Schoolgirl                        | Jung Da-jung | Sooyoung                  | Vai phụ                 |
| 2010 | Despicable Me                            | Edith        | Seohyun                   | Bản lồng tiếng Hàn Quốc |
| 2010 | Despicable Me                            | Margo        | Taeyeon                   | Bản lồng tiếng Hàn Quốc |
| 2012 | Koala Kid: Birth of A Hero               | Miranda      | Sunny                     | Bản lồng tiếng Hàn Quốc |
| 2012 | I AM.                                    | chính mình   | Girls' Generation         | Phim tiểu sử            |
| 2013 | Despicable Me 2                          | Edith        | Seohyun                   | Bản lồng tiếng Hàn Quốc |
| 2013 | Despicable Me 2                          | Margo        | Taeyeon                   | Bản lồng tiếng Hàn Quốc |
| 2013 | No Breathing                             | Jung Eun     | Yuri                      | Vai chính               |
| 2014 | Rio 2                                    | Jewel        | Sunny                     | Bản lồng tiếng Hàn Quốc |
| 2014 | My Brilliant Life                        | Chính mình   | Taeyeon, Tiffany, Seohyun | Vai khách mời           |
| 2014 | Goodbye Ani                              | Ani          | Yoona                     | Vai chính               |
| 2017 | Confidential Assignment - 공조           | Min-young    | Yoona                     | Vai phụ                 |
| 2019 | Exit                                     | Eui-joo      | Yoona                     | Vai chính               |
| 2019 | Miss & Mrs. Cops                         | Jang-mi      | Sooyoung                  | Vai phụ                 |
| 2021 | Miracle: Letters To The President - 기적 | Ra Hee       | Yoona                     | Vai chính               |
| 2021 | Happy New Year (2022)                    | Soo Yeon     | Yoona                     | Vai phụ                 |
| 2022 | Confidential Assignment 2: International | Min-young    | Yoona                     | Vai phụ                 |

## Truyền hình

### Phim

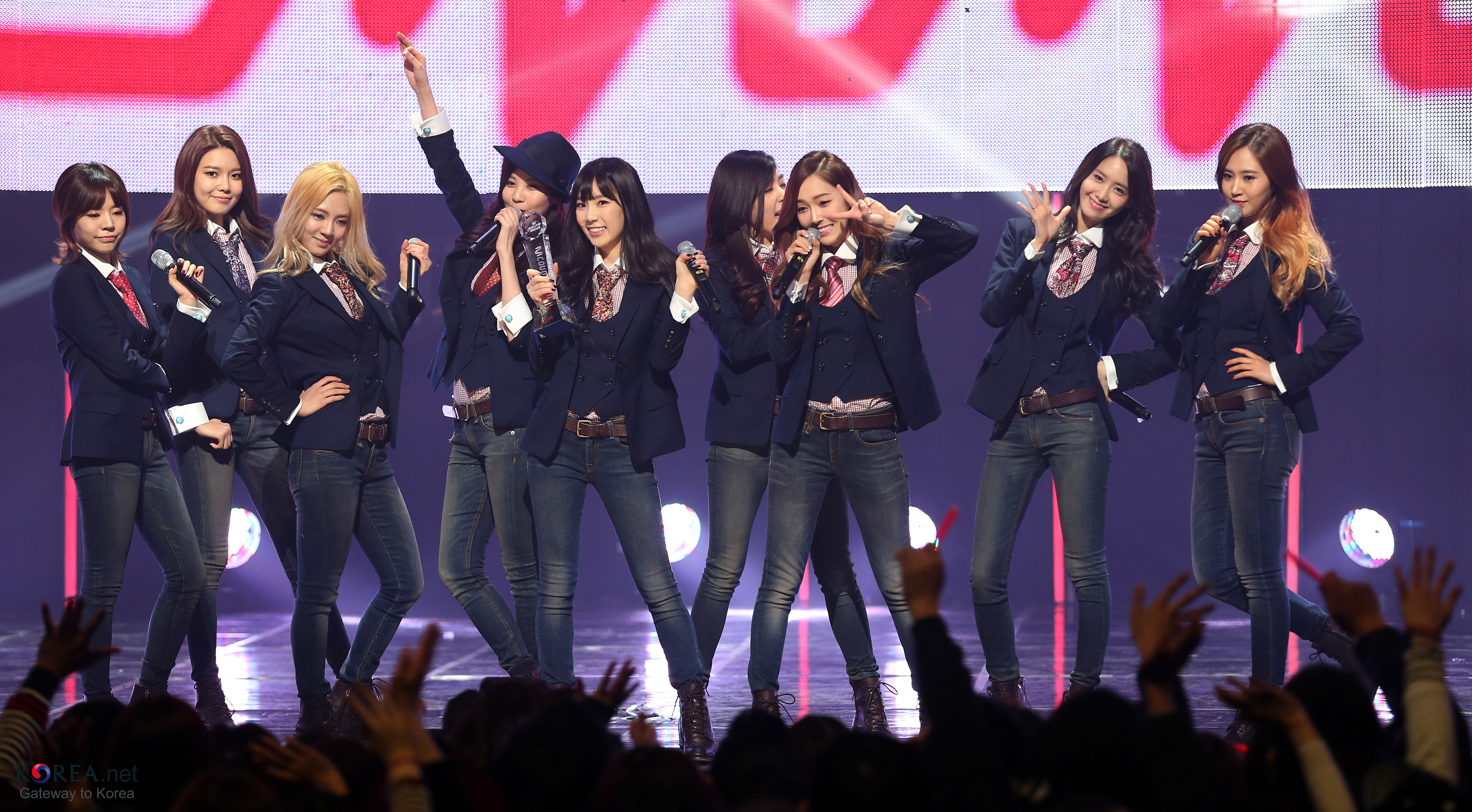

| Năm       | Tên                             | Vai                        | Đài truyền hình | Thành viên                 | Chú thích                                  |
| --------- | ------------------------------- | -------------------------- | --------------- | -------------------------- | ------------------------------------------ |
| 2007      | 9 Ends 2 Outs                   | Shin Joo-young             | MBC             | Yoona                      | Vai phụ                                    |
| 2007      | Kimcheed Radish Cubes           | Girls' Generation          | MBC             | Girls' Generation          | Vai khách mời ở tập 9                      |
| 2007–2008 | Unstoppable Marriage            | Sooyoung, Yuri             | KBS2            | Sooyoung, Yuri             | Các thành viên khác đóng vai trò khách mời |
| 2008      | Woman of Matchless Beauty       | Mi-ae                      | MBC             | Yoona                      | Vai khách mời ở tập 19, 20 và 23           |
| 2008      | You Are My Destiny              | Jang Sae-byuk              | KBS2            | Yoona                      | Vai chính                                  |
| 2009      | Taehee, Hyekyo, Jihyun!         | Jessica, Sunny             | MBC             | Jessica, Sunny             | Vai khách mời                              |
| 2009      | Cinderella Man                  | Seo Yoo-jin                | MBC             | Yoona                      | Vai chính                                  |
| 2010      | Oh! My Lady                     | Jessica, Sooyoung, Hyoyeon | SBS             | Jessica, Sooyoung, Hyoyeon | Vai khách mời ở tập 7                      |
| 2011      | Sazae-san 3                     | Girls' Generation          | Fuji Television | Girls' Generation          | Vai khách mời                              |
| 2011      | Paradise Ranch                  | Miss Soo                   | SBS             | Sooyoung                   | Vai khách mời ở tập 3                      |
| 2012      | Wild Romance                    | Kang Jong-hee              | KBS2            | Jessica                    | Vai phụ                                    |
| 2012      | Salamander Guru and The Shadows | Taeyeon                    | SBS             | Taeyeon                    | Vai khách mời trong 4 tập phim             |
| 2012      | Fashion King                    | Choi Anna                  | SBS             | Yuri                       | Vai chính                                  |
| 2012      | Love Rain                       | Kim Yoon-hee/ Jung Ha-na   | KBS2            | Yoona                      | Vai chính                                  |
| 2012      | A Gentleman's Dignity           | Chính mình                 | SBS             | Sooyoung                   | Vai phụ ở tập 5                            |
| 2012      | The 3rd Hospital                | Lee Eu-jin                 | tvN             | Sooyoung                   | Vai chính                                  |
| 2012      | ENT                             | Girls' Generation          | Webtoon         | Girls' Generation          | Nhân vật hoạt hình                         |
| 2013      | Dating Agency: Cyrano           | Gong Min-young             | tvN             | Sooyoung                   | Vai chính                                  |
| 2013      | Passionate Love                 | Han Yoo-rim                | SBS             | Seohyun                    | Vai phụ từ tập 1 đến tập 5                 |
| 2013-2014 | Prime Minister and I            | Nam Da-jung                | KBS2            | Yoona                      | Vai chính                                  |
| 2014      | My Spring Days                  | Lee Bom Yi                 | MBC             | Sooyoung                   | Vai chính                                  |
| 2015      | Võ thần Triệu Tử Long           | Hạ Hầu Khinh Y             |                 | Yoona                      | Vai chính                                  |
| 2016      | Neighborhood Hero               | Bae Jung Yeon              | OCN             | Yuri                       | Vai chính                                  |
| 2016      | 38 Task Force                   | Chun Sung Hee              | OCN             | Sooyoung                   | Vai chính                                  |
| 2016      | The K2                          | Go Ahn-na                  | tvN             | Yoona                      | Vai chính                                  |
| 2016      | Gogh, The Starry Night          | Go Ho                      | SoHu            | Yuri                       | Vai chính                                  |
| 2016      | Moon Lovers                     | Woohee                     | SBS             | Seohyun                    | Vai phụ                                    |
| 2016      | So I Married An Anti-fan        | Ngải Lâm                   | JTBC            | SeoHyun                    | Vai phụ                                    |
| 2017      | Bad Thief, Good Thief           | Kang So Ju                 | MBC             | SeoHyun                    | Vai chính                                  |
| 2017      | The King Loves                  | Eun San                    | MBC             | Yoona                      | Nữ chính                                   |
| 2017      | Defendant                       | Seo Eun Hye                | SBS             | Yuri                       | Vai chính                                  |
| 2017      | Man who sets the table          | Lee Roo Ri                 | MBC             | Sooyoung                   | Vai chính                                  |
| 2017      | Ruby Ruby love                  | Lee Ruby                   | OnStyle         | SeoHyun                    | Vai chính                                  |
| 2017      | People You May Know             | Lee Ah                     | JTBC            | Sooyoung                   | Vai chính                                  |
| 2018      | Vòng thời gian (Times)          | Seol Ji Hyun               | MBC             | SeoHyun                    | Vai chính                                  |
| 2018      | Run On                          | Seo Dan Ah                 | JTBC            | Sooyoung                   | Vai chính                                  |
| 2018      | Tell Me What You Saw            | Cha Soo Young              | OCN             | Sooyoung                   | Vai chính                                  |
| 2020      | Hush - 허쉬                     | Lee Ji Soo                 | JTBC            | Yoona                      | Vai chính                                  |
| 2020      | Personal Life                   | Cha Joo Eun                | JTBC            | SeoHyun                    | Vai chính                                  |
| 2020      | Hello, Dracula                  | Anna                       | JTBC            | SeoHyun                    | Vai chính                                  |
| 2021      | Bossam: Steal The Fate          | Soo Kyung                  | MBN             | Yuri                       | Vai chính                                  |
| 2021      | Breakup Probation, A Week       | Park Ga Ram                | SBS             | Yuri                       | Vai chính                                  |
| 2021      | Move to Heaven                  | Son Woo-rim                | Netflix         | Sooyoung                   | Vai phụ                                    |
| 2021      | So I Married an Anti-Fan        | Geun Young                 | Naver TV        | Sooyoung                   | Vai chính                                  |
| 2022      | Big Mouth                       | Go Mi Ho                   | MBC, Disney+    | Yoona                      | Vai chính                                  |
| 2022      | Love and Leashes                | Jung Ji-Woo                | Netflix         | Seohyun                    | Vai chính                                  |
| 2022      | Jinxed At First                 | Lee Seul Bi                | KBS2            | Seohyun                    | Vai chính                                  |
| 2022      | If You Wish Upon Me             | Seo Yeon Joo               | Netflix, KBS2   | Sooyoung                   | Vai chính                                  |
| 2022      | Fanletter, Please               | Han Kang Hee               | MBC             | Sooyoung                   | Vai chính                                  |
| 2022      | Good Job                        | Don Sera                   | ENA             | Yuri                       | Vai chính                                  |
| 2022      | Reborn Rich                     | Rachel                     | JTBC            | Tiffany Young              | Vai phụ                                    |

### Chương trình truyền hình tạp kỹ
| Năm       | Tên                                        | Đài truyền hình | Thành viên                                                                       | Ghi chú                                                                                            |
| --------- | ------------------------------------------ | --------------- | -------------------------------------------------------------------------------- | -------------------------------------------------------------------------------------------------- |
| 2007–2008 | Sonyeon Sonyeo Gayo Baekseo                | Mnet            | Tiffany                                                                          | Dẫn chương trình                                                                                   |
| 2007–2008 | Champagne                                  | KBS             | Tiffany                                                                          | Dẫn chương trình                                                                                   |
| 2008      | Kko Kko Tour mùa thứ nhất                  | KBS             | Tiffany                                                                          | |
| 2008      | Kko Kko Tour mùa thứ 2                     | KBS             | Yuri                                                                             | |
| 2008      | Fantastic Duo                              | MBC             | Sooyoung                                                                         | Dẫn chương trình                                                                                   |
| 2009      | We Got Married mùa thứ nhất                | MBC             | Taeyeon                                                                          | Taeyeon tham gia trong một cặp đôi, các thành viên khác tham gia với tư cách khách mời             |
| 2009      | Intimate Note                              | SBS             | Tất cả tham gia trừ Tiffany                                                      | Tiffany không có mặt do phải bay về Mỹ vì đám tang của bà nội                                      |
| 2009      | Infinity Challenge                         | MBC             | Cả nhóm                                                                          | Khách mời tập 144                                                                                  |
| 2009      | Come To Play                               | MBC             | Tất cả tham gia trừ Yoona                                                        | Khách mời tập 236                                                                                  |
| 2009      | Infinity Challenge                         | MBC             | Jessica                                                                          | Khách mời tập 161-162                                                                              |
| 2009      | Star Golden Bell                           | KBS             | Sunny                                                                            | Sunny là một trong những thành viên tạm thời xuất hiện thường xuyên cùng với Kahi, Gyuri và Narsha |
| 2009      | Strong Heart                               | SBS             | Yoona                                                                            | Khách mời trong tập 1                                                                              |
| 2009      | Strong Heart                               | SBS             | Sooyoung                                                                         | Khách mời trong tập 3                                                                              |
| 2009      | Strong Heart                               | SBS             | Tiffany và Yoona                                                                 | Khách mời trong tập 4-5                                                                            |
| 2009      | Strong Heart                               | SBS             | Sunny và Yuri                                                                    | Khách mời trong tập 6                                                                              |
| 2009      | Strong Heart                               | SBS             | Jessica                                                                          | Khách mời trong tập 7-8                                                                            |
| 2009      | Strong Heart                               | SBS             | Taeyeon, Hyoyeon và Seohyun                                                      | Khách mời trong tập 11-12                                                                          |
| 2009–2010 | The M                                      | MTV             | Sunny                                                                            | Dẫn chương trình                                                                                   |
| 2009–2010 | Invincible Youth                           | KBS2            | Sunny, Yuri                                                                      | |
| 2009–2012 | Show! Music Core                           | MBC             | Tiffany, Yuri                                                                    | Dẫn chương trình                                                                                   |
| 2010      | Win Win                                    | KBS             | Taeyeon                                                                          | Dẫn chương trình                                                                                   |
| 2010      | Happy Birthday                             | KBS             | Jessica                                                                          | Dẫn chương trình                                                                                   |
| 2010      | Haha Mong Show                             | SBS             | Cả nhóm                                                                          | Vai các con gái của người mẹ                                                                       |
| 2010      | Family Outing 2                            | SBS             | Yoona                                                                            | |
| 2010      | Running Man                                | SBS             | Jessica                                                                          | Khách mời trong tập 4                                                                              |
| 2010      | Running Man                                | SBS             | Yuri                                                                             | Khách mời trong tập 16                                                                             |
| 2010      | Running Man                                | SBS             | Yoona và Sunny                                                                   | Khách mời trong tập 39                                                                             |
| 2010      | Strong Heart                               | SBS             | Tiffany, Sooyoung, Seohyun và Yoona                                              | Khách mời trong tập 18-19                                                                          |
| 2010–2011 | We Got Married mùa thứ 2                   | MBC             | Seohyun                                                                          | Đóng cặp với Jung Yong-hwa                                                                         |
| 2011      | Come To Play                               | MBC             | Cả nhóm trừ Tiffany                                                              | Khách mời tập 320                                                                                  |
| 2011      | Running Man                                | SBS             | Taeyeon, Hyoyeon, Yuri, Yoona, Jessica và Seohyun                                | Khách mời trong tập 63 và 64                                                                       |
| 2011      | Come To Play                               | MBC             | Hyoyeon, Sooyoung, Tiffany và Yuri                                               | Khách mời tập 344, tập đặc biệt về SM Town                                                         |
| 2011      | Beatles Code 3D                            | Mnet            | Cả nhóm trừ Yoona                                                                | Khách mời                                                                                          |
| 2011–2012 | Invincible Youth mùa thứ 2                 | KBS2            | Sunny, Hyoyeon                                                                   | |
| 2012      | SBS MTV's Music Island                     | SBS             | Sunny                                                                            | Dẫn chương trình                                                                                   |
| 2012      | Running Man                                | SBS             | Taeyeon                                                                          | Khách mời trong tập 112                                                                            |
| 2012      | Dancing with the Stars 2                   | MBC             | Hyoyeon \| Người dự thi]]                                                        | |
| 2012–2013 | Show! Music Core]]                         | MBC             | Tiffany, Seohyun, Taeyeon                                                        | Dẫn chương trình                                                                                   |
| 2012–2013 | Midnight TV Entertainment                  | SBS             | Sooyoung                                                                         | Dẫn chương trình                                                                                   |
| 2013      | Radio Star]]                               | MBC             | All                                                                              | Sooyoung sau đó rời khỏi chương trình do mâu thuẫn về lịch trình.                                  |
| 2013      | Strong Heart đặc biệt về Girls' Generation | SBS             | Cả nhóm                                                                          | |
| 2013      | Running Man                                | SBS             | Jessica                                                                          | Khách mời trong tập 141                                                                            |
| 2013      | Beatles Code Season 2                      | KBS             | Taeyeon, Tiffany, Yuri và Seohyun                                                | Khách mời cùng ca sĩ nhạc trot Ha Chun Hwa trong tập 47 và 48                                      |
| 2013      | Shinhwa Broadcast                          | JTBC            | Taeyeon, Sunny, Hyoyeon, Yuri, Sooyoung và Yoona \| Khách mời trong tập 47 và 48 | |
| 2013      | Real Man                                   | MBC             | Seohyun, Sunny                                                                   | Người kể chuyện                                                                                    |
| 2013      | Dancing 9                                  | Mnet            | Yuri, Hyoyeon                                                                    | Huấn luyện viên                                                                                    |
| 2013      | Grandpa Over Flowers                       | tvN             | Sunny                                                                            | Khách mời trong tập 9 và 10                                                                        |
| 2013      | Fashion King Korea                         | SBS             | Tiffany                                                                          | Giám khảo                                                                                          |
| 2013      | Quiz to Change the World                   | MBC             | Sunny                                                                            | Dẫn chương trình                                                                                   |
| 2014      | Radio Star                                 | MBC             | Taeyeon, Tiffany, Sunny, Jessica và Yuri                                         | Khách mời                                                                                          |
| 2014      | Infinity Challenge                         | MBC             | Sunny                                                                            | Khách mời trong tập 362                                                                            |
| 2014      | Beatles Code 3D                            | Mnet            | Hyoyeon, Sunny, Taeyeon và Tiffany                                               | Khách mời                                                                                          |
| 2014      | Family Dignity: Full House                 | KBS             | Hyoyeon và Sunny                                                                 | Khách mời trong tập 54                                                                             |
| 2014      | Superman Is Back                           | KBS2            | Taeyeon, Tiffany, Sooyoung, Sunny và Yoona                                       | Khách mời trong tập 22                                                                             |
| 2014      | Human Condition                            | KBS2            | Hyoyeon, Taeyeon, Seohyun và Yoona                                               | Khách mời đặc biệt trong tập 60                                                                    |
| 2014      | Healing camp                               | SBS             | Cả nhóm                                                                          | Khách mời trong tập 132                                                                            |
| 2014      | Guerilla Date                              | KBS             | Cả nhóm                                                                          | Tập 16                                                                                             |
| 2014      | Roommate mùa thứ hai                       | SBS             | Sunny                                                                            | Thành viên thường xuyên                                                                            |
| 2015      | Running man                                | SBS             | Cả nhóm                                                                          | Khách mời trong tập 254                                                                            |
| 2015      | Weekly Idol                                | MBC             | Cả nhóm                                                                          | Khánh mời trong tập 212, 213                                                                       |
| 2017      | Running man                                | SBS             | Cả nhóm trừ Seohyun                                                              | Khách mời trong tập 363                                                                            |
| 2017      | Knowing Brothers                           | JTBC            | Cả nhóm                                                                          | Khách mời trong tập 88, 89                                                                         |
| 2021      | You Quiz on the block                      | tvN             | Cả nhóm                                                                          | Khách mời trong tập 121 nhân dịp kỷ niệm 14 năm thành lập nhóm                                     |
| 2022      | Knowing Brothers                           | JTBC            | Cả nhóm                                                                          | Khách mời trong tập 345, 346                                                                       |
| 2022      | MMTG                                       | SBS             | Cả nhóm                                                                          | Khách mời trong tập 259, 260                                                                       |

### Chương trình truyền hình thực tế
| Năm  | Tên                                      | Đài truyền hình | Thành viên        | Ghi chú                                                                               |
| ---- | ---------------------------------------- | --------------- | ----------------- | ------------------------------------------------------------------------------------- |
| 2007 | Girls' Generation Goes to School         | Mnet            | Girls' Generation | Chương trình trước khi ra mắt                                                         |
| 2007 | MTV Girls' Generation                    | SBS MTV         | Girls' Generation | Dẫn chuyện bởi Sungmin của Super Junior; gồm các tập giới thiệu riêng từng thành viên |
| 2008 | Factory Girl                             | Mnet            | Girls' Generation |                                                                                       |
| 2009 | Girls' Generation's Horror Movie Factory | MBC             | Cả nhóm trừ Yoona | Yoona không thể tham gia do bộ phim Cinderella Man                                    |
| 2009 | Himnaera Him!/Cheer Up!                  | MBC             | Girls' Generation | Thay thế "Horror Movie Factory" do lượng người xem thấp                               |
| 2009 | Girls' Generation's Hello Baby           | KBS             | Girls' Generation | Một phần của chương trình Hello Baby                                                  |
| 2010 | Right Now It's Girls' Generation         | Y-Star          | Girls' Generation | Ghi lại các cảnh hậu trường từ 2007 đến 2010                                          |
| 2011 | Girls' Generation Star Life Theater      | KBS             | Girls' Generation | Theo chân các thành viên trong lúc ra " The Boys ", Taeyeon bị bệnh nặng              |
| 2011 | Girls’ Generation và the Dangerous Boys  | JTBC            | Girls' Generation | Chương trình cuối tuần đứng đầu của JTBC                                              |
| 2014 | Jessica&Krystal                          | OnStyle         | Jessica           | Mô tả phong cách sống của cô cùng em gái Krystal từ f(x)                              |
| 2014 | The TaeTiSeo                             | OnStyle         | TaeTiSeo          | Mô tả phong cách sống của Taeyeon, Tiffany và Seohyun                                 |
| 2015 | Channel SNSD                             | OnStyle         | Cả nhóm           | Mô tả kỳ nghỉ của SNSD và câu chuyện của từng thành viên                              |
| 2015 | Daily Taeng9cam                          | OnStyle         | Taeyeon           | Taeyeon trong lúc quảng bá I                                                          |
| 2022 | Soshi TamTam                             | JTBC            | Cả nhóm           | Mô tả cuộc sống của SNSD, câu chuyện của từng thành viên và kỷ niệm tái hợp 15 năm    |

### Chương trình đặc biệt
| Năm  | Tên                                      | Đài truyền hình | Thành viên        | Ghi chú                                             |
| ---- | ---------------------------------------- | --------------- | ----------------- | --------------------------------------------------- |
| 2011 | Girls' Generation’s Christmas Fairy Tale | MBC             | Girls' Generation | Chương trình giáng sinh đặc biệt                    |
| 2012 | Girls' Generation's Romantic Fantasy     | MBC             | Girls' Generation | Chương trình đặc biệt đầu năm của Girls' Generation |
| 2013 | Girls' Generation's Märchen Fantasy      | N/A             | Girls' Generation | Tuần lễ SMTown                                      |

### Dẫn chương trình
| Năm  | Sự kiện                                      | Thành viên                | Ngày        |
| ---- | -------------------------------------------- | ------------------------- | ----------- |
| 2009 | Incheon Korean Music Wave                    | Tiffany, Yuri             | 5 tháng 9   |
| 2010 | Giải thưởng các sản xuất Hàn Quốc lần thứ 22 | Taeyeon                   | 23 tháng 2  |
| 2010 | SBS World Cup Event                          | Yoona                     | 17 tháng 6  |
| 2010 | Incheon Korean Music Wave                    | Tiffany, Yuri             | 29 tháng 8  |
| 2010 | Hòa nhạc Love Sharing lần thứ 20             | Yoona                     | 14 tháng 11 |
| 2010 | Christmas Show! Music Core                   | Tiffany, Yuri             | 25 tháng 12 |
| 2010 | MBC Gayo Daejun                              | Tiffany, Yuri             | 31 tháng 12 |
| 2011 | Giải thưởng Seoul Music lần thứ 20           | Yuri                      | 20 tháng 1  |
| 2011 | Korean Music Wave tại Bangkok                | Tiffany, Yuri             | 12 tháng 3  |
| 2011 | Incheon Korean Music Wave                    | Tiffany, Yuri             | 13 tháng 8  |
| 2011 | K-Pop All Star Live tại Niigata              | Tiffany, Yuri, Sooyoung   | 20 tháng 8  |
| 2011 | K-POP Music Festival tại Sydney              | Tiffany, Yuri             | 12 tháng 11 |
| 2011 | Giải thưởng giải trí KBS                     | Yoona                     | 24 tháng 12 |
| 2011 | SBS Gayo Daejun                              | Yoona                     | 29 tháng 12 |
| 2012 | Giải thưởng Gaon Chart K-Pop lần thứ nhất    | Taeyeon                   | 22 tháng 2  |
| 2012 | Korean Music Wave tại Bangkok                | Taeyeon, Tiffany          | 7 tháng 4   |
| 2012 | MBC Korean Music Wave tại Google             | Taeyeon, Tiffany          | 21 tháng 5  |
| 2012 | SBS K-Pop Super Concert tại Mỹ               | Tiffany                   | 10 tháng 11 |
| 2012 | Kpop Festival tại Việt Nam                   | Taeyeon, Tiffany, Seohyun | 29 tháng 11 |
| 2012 | KBS Gayo Daejun                              | Yoona                     | 28 tháng 12 |
| 2012 | Giải thưởng giải trí SBS                     | Sooyoung                  | 30 tháng 12 |
| 2012 | MBC Gayo Daejun                              | Seohyun                   | 31 tháng 12 |
| 2013 | Super Joint Concert tại Thái Lan             | Sunny                     | 30 tháng 3  |
| 2013 | Happy 4 K-pop Concert tại Đài Loan           | Sunny                     | 26 tháng 5  |
| 2013 | Korea-China Friendship Concert tại Bắc Kinh  | Yoona                     | 28 tháng 6  |
| 2013 | Liên hoan phim quốc tế Puchon lần thứ 17     | Sooyoung                  | 18 tháng 7  |
| 2013 | Incheon Korean Music Wave                    | Tiffany, Yuri             | 1 tháng 9   |
| 2013 | Women in Film Korea Festival                 | Sooyoung                  | 5 tháng 12  |
| 2013 | Giải thưởng phim truyền hình KBS lần thứ 27  | Yoona                     | 31 tháng 12 |
| 2014 | Giải thưởng Golden Disk lần thứ 28           | Tiffany, Taeyeon          | 16 tháng 1  |
| 2014 | Giải thưởng Gaon Chart K-Pop lần thứ 3       | Yuri                      | 12 tháng 2  |
| 2014 | HEC Korea Festival tại Việt Nam              | Hyoyeon                   | 22 tháng 3  |
| 2014 | Hoa hậu Hàn Quốc năm 2014                    | Sooyoung                  | 15 tháng 7  |
| 2014 | KCON 2014                                    | Tiffany                   | 10 tháng 8  |
| 2014 | Korean Music Wave tại Bắc Kinh               | Tiffany, Yuri             | 25 tháng 10 |
| 2014 | Giải thưởng phim truyền hình MBC             | Sooyoung                  | 30 tháng 12 |
| 2015 | Giải thưởng Golden Disk lần thứ 29           | Tiffany                   | 15 tháng 1  |

## Nhạc kịch
| Năm       | Tên                    | Vai             | Thành viên | Chú thích          |
| --------- | ---------------------- | --------------- | ---------- | ------------------ |
| 2009–2010 | Legally Blonde         | Elle Woods      | Jessica    | Phiên bản Hàn Quốc |
| 2010      | Midnight Sun           | Kaoru Amane     | Taeyeon    | Phiên bản Hàn Quốc |
| 2011–2012 | Fame                   | Carmen Diaz     | Tiffany    | Phiên bản Hàn Quốc |
| 2012      | Catch Me If You Can    | Brenda Strong   | Sunny      | Phiên bản Hàn Quốc |
| 2012–2013 | Legally Blonde         | Elle Woods      | Jessica    | Phiên bản Hàn Quốc |
| 2012–2013 | Catch Me If You Can    | Brenda Strong   | Sunny      | Phiên bản Hàn Quốc |
| 2014      | Moon Embracing the Sun | Heo Yeon-woo    | Seohyun    | Phiên bản Hàn Quốc |
| 2014      | Singin' in the Rain    | Kathy Selden    | Sunny      | Phiên bản Hàn Quốc |
| 2015      | Gone with the Wind     | Scarlett O'Hara | Seohyun    | Phiên bản Hàn Quốc |
| 2016      | Mamma Mia              | Sophie          | Seohyun    | Phiên bản Hàn Quốc |

## Radio
| Năm       | Đài phát thanh | Chương trình         | Thành viên | Ghi chú           |
| --------- | -------------- | -------------------- | ---------- | ----------------- |
| 2005      | Mnet           | Hello Chat           | Sooyoung   | DJ                |
| 2007–2008 | DMB            | ChunBangJiChuk Radio | Sooyoung   | Co-DJ             |
| 2008      | DMB            | Reckless Radio       | Sunny      | Co-DJ             |
| 2009      | MBC            | Shim Shim Tapa       | Sunny      | khách mời cố định |
| 2008–2010 | MBC            | Chin Chin Radio      | Taeyeon    | DJ                |
| 2014      | MBC            | MBC FM4U             | Sunny      | DJ                |
| 20        |                |                      |            |                   |